# Политическая антропология
Политическая антропология — направление исследований (субдисциплина) в социальной антропологии, занимающееся изучением политического процесса и политических институтов обществ.
Прямыми предшественниками политической антропологии были Льюис Генри Морган и Генри Мэн. На складывание субдисциплины оказала большое влияние теория структурного функционализма антрополога Рэдклиф-Брауна.
Начало политической антропологии как специальной научной дисциплины связывается с публикацией в 1940 году трёх классических трудов по африканистике: книг «Нуэры» и «Политическая система ануаков» Эдварда Эванса-Притчарда, посвящённых исследованию политической жизни нилотских народов, а также сборника «Африканские политические системы», вышедшего под совместной редакцией Э. Эванса-Притчарда и Мейера Фортеса. Они провозгласили необходимость индуктивного и сравнительного изучения обществ. Не менее важный вклад в становление политической антропологии внес Эдмунд Лич.
На протяжении истории своего развития политическая антропология фокусировалась на проблемах догосударственных обществ и обществ раннего государства, роли ритуалов в частности и религии в целом, идентичности, конфликтов и сопротивления, деколонизации.